# Глоубетин (станція метро)
50°06′22″ пн. ш. 14°32′17″ сх. д. / 50.10611° пн. ш. 14.53806° сх. д.
Глоубетин (чеськ. Hloubětin) — станція Празького метрополітену. Розташована між станціями «Колбенова» і «Райська заграда».
Станція була відкрита 17 жовтня 1999 року на діючій дільниці.

## Характеристика станції
Конструкція станції: пілонна трисклепінна з однією острівною платформою. Має один вихід, у східному торці станції, сполучений тристрічковим ескалатором. Колійні стіни пофарбовані у білий, світло-зелений, зелений, синій, темно-синій і чорний кольори.